# Le Vilhain
Le Vilhain település Franciaországban, Allier megyében. Lakosainak száma 269 fő (2022. január 1.). Le Vilhain Le Brethon, Cérilly, Louroux-Bourbonnais, Saint-Caprais és Theneuille községekkel határos.

## Népesség
A település népességének változása:
| Lakosok száma | 501  | 321  | 289  | 267  | 258  | 262  | 275  | 275  | 276  | 269  |
|               | 1968 | 1982 | 1990 | 2006 | 2013 | 2015 | 2017 | 2019 | 2020 | 2022 |